# تونی فاستر
تونی فاستر (انگلیسی: Toni Foster؛ زادهٔ ۱۶ اکتبر ۱۹۷۱) بازیکن بسکتبال اهل ایالات متحده آمریکا است.
از باشگاه‌هایی که در آن بازی کرده‌است می‌توان به فینکس مرکوری اشاره کرد.